# ANEW
ANEW株式会社（アニューかぶしきがいしゃ）は、日本の映画、テレビ番組、アニメ、漫画、小説、ゲーム、玩具、キャラクター等のコンテンツをリメイクし、グローバル市場をターゲットとしたエンタテインメント作品を企画・製作する会社。旧称、株式会社All Nippon Entertainment Works。
半官半民の投資ファンド産業革新機構が60億円を上限として100%出資を行い、2011年10月に発足した。「半官」という特殊性から、経済産業省からの職員出向、クールジャパン官民有識者会議（経産省主催）、首相官邸コンテンツ強化専門調査会、国会経済産業委員会といった官公庁の全面バックアップを受けた。
数々の映画企画が発表されたが、公開に至った作品がないまま、2017年5月31日に3400万円で京都にあるフューチャーベンチャーキャピタルに売却された。
2017年10月31日、MBOを経て親会社がフューチャーベンチャーキャピタルからANEW Holdingsに変わった。ANEW Holdingsは、2023年に青森ワッツの経営権を取得するなど、多角的な経営を行っていた。
ANEW Holdingsは、2024年2月22日付で東京地方裁判所より破産手続の開始決定を受けた。負債総額は約1．4億円。青森ワッツの運営はメルコグループが引き継いだが、東京で「熊五郎生ラーメン」などを展開する東京三八や（2023年に札幌の三八菓舗より譲受）、上越市で酒類卸を行う大和飲料などのグループ企業が連鎖倒産した。

## 主な実写化計画作品
- ガイキング
2012年12月 -　設立後初の共同開発案件として、テレビアニメ 『大空魔竜ガイキング』を制作した東映アニメーションと、実際の映画制作に着手するヴァルハラ・エンタテインメント（Valhalla Entertainment）と共にハリウッド実写映画化に向け共同開発を発表[5]。
- ソウルリヴァイヴァー
2014年7月 - 漫画『ソウルリヴァイヴァー』を連載する雑誌『月刊ヒーローズ』の共同出資社であるフィールズ株式会社、ベッドフォード・フォールズ・カンパニー（The Bedford Falls Company）と共に、ハリウッド実写映画化に向けた脚本開発に着手[6]。
- オトシモノ
2014年10月 - 映画『オトシモノ』（2006年日本公開）の配給元松竹株式会社、およびクリス・ワイツ＆ポール・ワイツ兄弟率いるハリウッドの映画製作会社デプス・オブ・フィールド（Depth of Field）と共同で、同作のハリウッド版リメイク作品『ゴースト・トレイン』（仮題）の実写映画化の本格始動を発表[7]。
- 臍帯（さいたい）
2014年12月 - 橋本直樹が製作・脚本・監督を務めた映画『臍帯』（2012年日本公開）を、橋本が代表を務める株式会社ウィルコとデプス・オブ・フィールドがハリウッド・リメイクに向けて共同企画開発の本格始動を発表[8]。
- 6000―ロクセン―
2015年7月 – 小池ノクト原作、幻冬舎コミックスのホラー/スリラー漫画『6000ーロクセンー』を原作としたハリウッド実写映画化に向け、ハリウッドのプロデューサー、マイク・メダヴォイとの提携を発表[9]。
- 藁の楯（わらのたて）
2015年8月 - 日本テレビ放送網株式会社、デプス・オブ・フィールドと共同で、木内一裕の小説家デビュー作を三池崇史監督が映画化した『藁の楯』のハリウッド・リメイクの開発を発表[10]。
2016年10月 - 『藁の楯』のハリウッド・リメイクを、日本テレビ放送網株式会社、デプス・オブ・フィールドに加え、ヨーロッパ・コープと4社共同で開発、出資、製作を行うことを発表[11]。
- TIGER & BUNNY
2015年10月 - テレビアニメ『TIGER & BUNNY』を制作したサンライズから2015年4月に作品管理を継承されたバンダイナムコピクチャーズ（BN Pictures）と共に、イマジン・エンターテインメント（Imagine Entertainment）の共同制作によるハリウッド実写映画化の開発を発表[12]。
2016年8月 - 脚本家エレン・シャンマンの脚本執筆が決定[13]。

なお『TIGER & BUNNY』のハリウッド実写映画化企画そのものは、BN Pictures & Imagine Entertainmentが米国の企業である「Global Road Entertainment」および「Weed Road Pictures」とパートナーシップを組み直し、現在進行中。